# Nature (gruppo musicale)
Le Nature (네이처?) sono un gruppo musicale multinazionale con sede in Corea del Sud, formatosi nel 2018 e composto da 9 membri: Sohee, Saebom, Aurora, Lu, Chaebin, Haru, Loha, Uchae e Sunshine. Inizialmente un ottetto, Loha, nel 2018, e Sohee, dopo che Gaga ha lasciato il gruppo nel 2019, si sono aggiunte al gruppo. Le Nature hanno membri provenienti sia dalla Corea del Sud, che dalla Cina e il Giappone.
Il singolo di debutto del gruppo, Girls and Flowers, è stato pubblicato il 3 agosto 2018, mentre il loro EP di debutto, I'm So Pretty, è uscito il 10 luglio 2019.
Il 27 aprile, n.CH Entertainment ha rilasciato una dichiarazione ufficiale annunciando che i NATURE si erano sciolti

## Formazione
- Sohee (소희) (2019-)
- Saebom (새봄) (2018-)
- Aurora (오로라) (2018-)
- Lu (루) (2018-)
- Chaebin (채빈) (2018-)
- Haru (하루) (2018-)
- Loha (로하) (2018-)
- Uchae (유채) (2018-)
- Sunshine (선샤인) (2018-)

### Ex membri
- Yeolmae (열매) (2018)
- Gaga (가가) (2018-2019)

Timeline
- Il blu rappresenta una pubblicazione

## Discografia

### EP
- 2019 – I'm So Pretty
- 2019 – Nature World: Code A
- 2022 – Nature World: Code W

### Singoli
- 2018 – Girls and Flowers
- 2018 – Some & Love
- 2020 – Nature World: Code M
- 2022 – Rica Rica

## Riconoscimenti
Soribada Best K-Music Award
- 2018 – New Artist of the Year[2][3]
- 2019 – Music Star Award[4]
- 2020 – New K-wave Rising Star Award